# Église Saint-Jean-Baptiste de Mézin
L'église Saint-Jean-Baptiste est une église catholique située à Mézin, en France.

## Localisation
L'église est située dans le département français de Lot-et-Garonne, sur la commune de Mézin.

## Historique
L'édifice est classé au titre des monuments historiques en 1840.